# بني عمر (المحويت)
بني عمر هي إحدى قرى الجمهورية اليمنية. تتبع جغرافيا لمحافظة المحويت و إداريًا لمديرية الخبت. يبلغ تعداد سكانها 2081 نسمة حسب الإحصاء الذي أجري عام 2004.